# Suprema Corte do Caribe Oriental
O Suprema Corte do Caribe Oriental (português brasileiro) ou Supremo Tribunal das Caraíbas Orientais (português europeu) (em inglês: Eastern Caribbean Supreme Court) é uma suprema corte de registro para o Organização dos Estados do Caribe Oriental (OECO), incluindo seis estados independentes: Antígua e Barbuda, a Comunidade de Dominica, Granada, São Cristóvão e Névis, Santa Lúcia, São Vicente e Granadinas; e três territórios ultramarinos britânicos: Anguilla, Ilhas Virgens Britânicas e Montserrat. Tem jurisdição ilimitada em cada Estado membro.
A sede da instituição se encontra em Castries, Santa Lúcia.

## História
A Suprema Corte do Caribe Oriental foi estabelecida em 1967 pela West Indies Associated States Supreme Court Order nº 223 de 1967.

## Funções
As funções são as seguintes:
- Interpretar e aplicar as leis dos vários estados membros da OECO;
- Decidir casos de âmbito civil e penal;
- Ouvir atrações.